# ام‌اس ترنسپت
ام‌اس ترنسپت (به انگلیسی: MS Transpet) یک کشتی بود که طول آن ۳۱۱ فوت ۳ اینچ (۹۴٫۸۷ متر) بود. این کشتی در سال ۱۹۴۵ ساخته شد.